# Khohar
Khohar — метеорит-хондрит масою 9700 грам.